# Anta da Barrosa

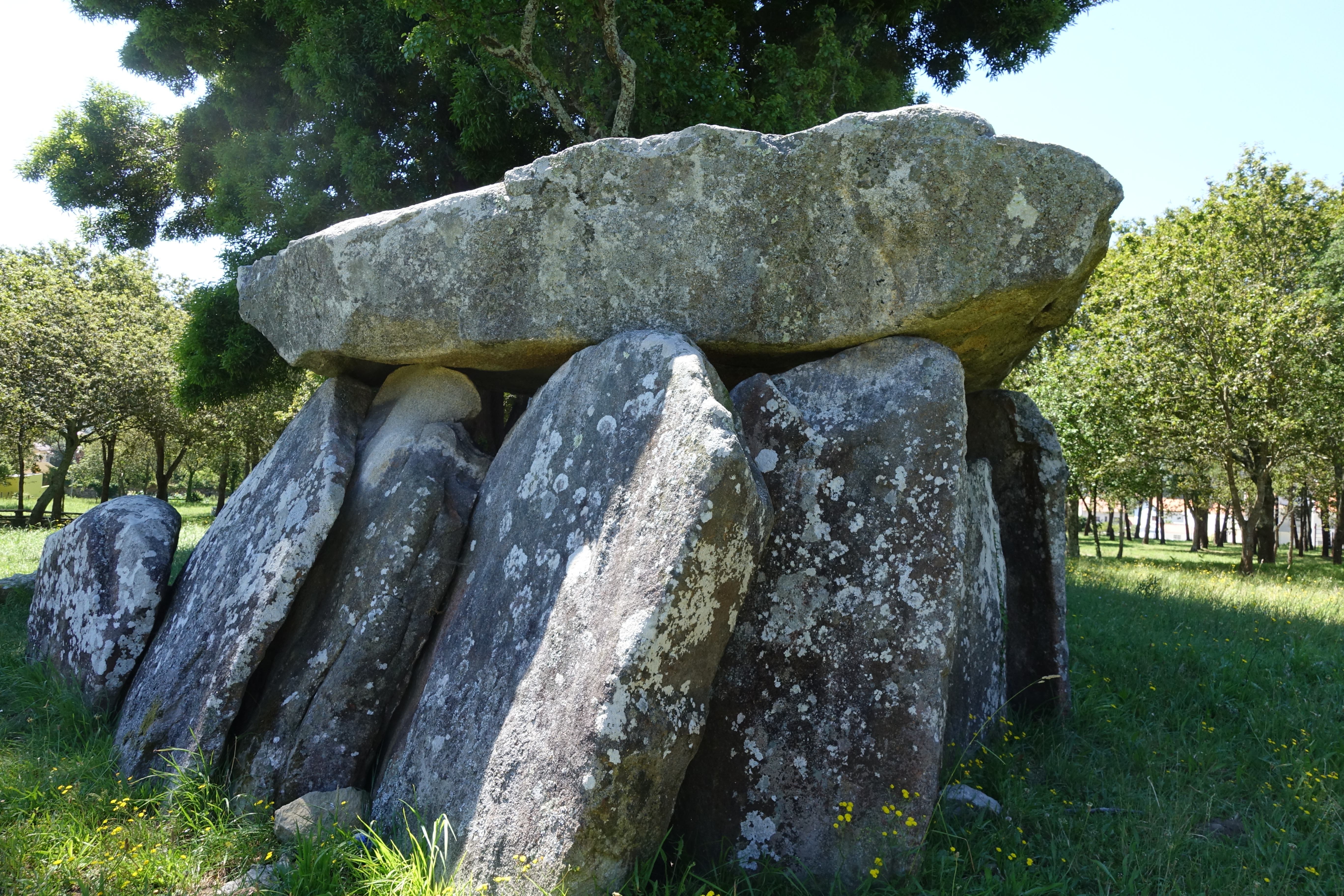
Dólmen da Barrosa, Vila Praia de Âncora.

A Anta da Barrosa, também referida como Dólmen da Barrosa e Lapa dos Mouros, localiza-se na freguesia de Vila Praia de Âncora, município de Caminha, distrito de Viana do Castelo, em Portugal.

## História
Trata-se de um monumento megalítico erguido no final do século XXX a.C. (período Neolítico), classificado como Monumento Nacional desde 1910.

## Atualidade
Apesar de ser monumento nacional, o Dólmen da Barrosa esteve localizado em terreno privado, e praticamente escondido pelos muros altos de uma quinta.
Os terrenos onde o monumento de encontra estavam em litígio judicial e, em 2016, a Câmara Municipal de Caminha pagou uma indemnização de 240 mil euros.
A autarquia vai remodelar toda a área envolvente da anta com rebaixamento de muros, plantação de árvores autóctones e a remoção da antiga pista de ‘skate’. O projeto de remodelação surgiu de uma candidatura ao primeiro Orçamento Participativo de Caminha. O investimento ronda os 28 mil euros.
Numa segunda fase, será construído no local um núcleo Museológico do Megalítico. A candidatura para o Núcleo Megalítico foi apresentada em 2016 ao programa ‘Norte 2020’, mas a ainda não foi aprovada.